# Campionato internazionale costruttori 1970
Il Campionato internazionale costruttori 1970 è stata la 1ª edizione del Campionato internazionale costruttori.

## Svolgimento
La stagione si è sviluppata su 7 prove, disputatesi tra gennaio (Rally di Montecarlo) e novembre (Rally di Gran Bretagna); il pilota che ottenne il maggior numero di successi è stato lo svedese Björn Waldegård che si è imposto in tre occasioni, collaborando a far sì che la Porsche ottenesse il titolo costruttori a fine anno.
Per la partecipazione a questo nuovo campionato la Lancia, già controllata dalla FIAT, impiantò un piccolo reparto corse: una squadra composta da soli 25 uomini che avevano il compito di allestire le vetture da competizione e altresì di assisterle durante la gara. Il minuscolo team italiano diede un'epica dimostrazione di efficienza e rapidità durante la prova conclusiva della stagione, svoltasi su un percorso assai accidentato che causò una vera ecatombe di automobili dei concorrenti. Anche le tre "Fulvia HF" schierate dalla Lancia subirono importanti rotture, ma i meccanici per ben due volte smontarono pezzi dalle auto danneggiate, a tempo di record, riuscendo a rimetterne in gara una che vinse la gara, condotta dall'equipaggio finlandese Kallström - Haggbom.

## Risultati
| # | Rally                      | Data             | Partiti | Arrivati | Vincitore        | Vettura                    |
| - | -------------------------- | ---------------- | ------- | -------- | ---------------- | -------------------------- |
| 1 | Rally di Monte Carlo       | 16 - 24 gennaio  | 184     | 44       | Björn Waldegård  | Porsche 911 S Coupé        |
| 2 | Rally di Svezia            | 11 - 15 febbraio | 120     | 31       | Björn Waldegård  | Porsche 911 S Coupé        |
| 3 | Rally di Sanremo           | 4 - 8 marzo      | 109     | 15       | Jean-Luc Thérier | Alpine-Renault A110 1600   |
| 4 | Safari Rally               | 26 - 28 marzo    | 91      | 19       | Edgar Herrmann   | Datsun 1600 SSS            |
| 5 | Österreichische Alpenfahrt | 6 - 10 maggio    | 54      | 20       | Björn Waldegård  | Porsche 911 S Coupé        |
| 6 | Rally dell'Acropoli        | 28 - 31 maggio   | 80      | 13       | Jean-Luc Thérier | Alpine-Renault A110 1600   |
| 7 | Rally RAC                  | 13 - 18 novembre | 196     | 67       | Harry Källström  | Lancia Fulvia 1.6 Coupé HF |

## Classifica
| Pos. | Squadra        | Monaco (bandiera) | Svezia (bandiera) | Italia (bandiera) | Kenya (bandiera) | Austria (bandiera) | Grecia (bandiera) | Regno Unito (bandiera) | Tot. |
| ---- | -------------- | ----------------- | ----------------- | ----------------- | ---------------- | ------------------ | ----------------- | ---------------------- | ---- |
| 1    | Porsche        | 9                 | 9                 | -                 | -                | 9                  | -                 | 1                      | 28   |
| 2    | Alpine-Renault | 4                 | -                 | 9                 | -                | 2                  | 9                 | 2                      | 26   |
| 3    | Lancia         | 1                 | -                 | 6                 | -                | -                  | -                 | 9                      | 16   |
| 4    | Saab           | -                 | 6                 | 3                 | -                | 6                  | -                 | -                      | 15   |
| 5    | Opel           | -                 | 4                 | -                 | -                | -                  | -                 | 6                      | 10   |
| 5    | Ford           | 2                 | -                 | -                 | -                | 4                  | 4                 | -                      | 10   |
| 7    | Datsun         | -                 | -                 | -                 | 9                | -                  | -                 | -                      | 9    |
| 8    | Peugeot        | -                 | -                 | -                 | 4                | -                  | -                 | -                      | 4    |
| 9    | Fiat           | -                 | -                 | 1                 | -                | -                  | 2                 | -                      | 3    |
| 10   | Volvo          | -                 | -                 | -                 | 2                | -                  | -                 | -                      | 3    |
| 11   | BMW            | -                 | 1                 | -                 | -                | -                  | -                 | -                      | 1    |
| 11   | Triumph        | -                 | -                 | -                 | 1                | -                  | -                 | -                      | 1    |
| 11   | Volkswagen     | -                 | -                 | -                 | -                | 1                  | -                 | -                      | 1    |